# Поспєлов Євген Михайлович
Євген Михайлович Поспєлов (рос. Евгений Михайлович Поспелов; 27 січня 1923, Петроград, РРФСР, СРСР — 26 березня 2007, Москва, Російська Федерація) — радянський і російський географ, спеціаліст в галузі топоніміки та картографії. Доктор географічних наук, професор.

## Біографія
Євген Михайлович народився 27 січня 1923 року в Петрограді. 1940 року вступив до Гірничого інституту, який залишив 1941 року й пішов добровольцем на війну. У 1968 році присвоєно звання полковника. У 1941—1942 роках закінчив військове топографічне училище. Після війни, 1947 року вступив на геодезичний факультет Військово-інженерної академії імені В. В. Куйбишева. Після закінчення академії 1953 року, залишився в ній викладати. Пізніше викладав в Московському обласному педагогічному інституті, в Московському інституті інженерів геодезії, аерофотозйомки і картографії (МИИГАиК), працював у Центральному науково-дослідному інституті геодезії, аерофотозйомки і картографії (ЦНИИГАиК).
Протягом багатьох років був головою Топонімічної комісії Московської філії Географічного товариства СРСР (нині Московського центру Російського географічного товариства), членом президії і почесним членом цього товариства. З 2002 року був членом міжвідомчої комісії по найменуванню територіальних одиниць, вулиць і станцій метрополітену міста Москви (з 2002 року).

## Наукові і науково-популярні праці
Євген Михайлович Поспєлов — автор великої кількості наукових і науково-популярних праць, складені ним словники «Географічні назви світу» і «Географічні назви Росії» — видатні досягнення російської топонімічної науки.
- (рос.) Поспелов Е. М. Картографическая изученность зарубежных стран. — М.: Недра, 1975. — 296 с.
- (рос.) Топонимика в школьной географии: Пособие для учителей. — М.: Просвещение, 1981. — 144 с.
- (рос.) Топонимика Московской области: Учебное пособие к спецкурсу. — М.: МОПИ, 1985. — 75 с.
- (рос.) Поспелов Е. М. Туристу о географических названиях (Мир туристских интересов). [Архівовано 20 березня 2019 у Wayback Machine.] — М.: Профиздат, 1988. — 192 с. — ISBN 5-255-00028-0.
- (рос.) Поспелов Е. М. Школьный топонимический словарь: Пособие для учащихся среднего и старшего возраста / Е. М. Поспелов. — М.: Просвещение, 1988. — 224 с. — 350 000 экз. — ISBN 5-09-000824-8.
- (рос.) Поспелов Е. М. Имена городов: вчера и сегодня (1917—1992): Топонимический словарь / Е. М. Поспелов. — М.: Русские словари, 1993. — 250 с.
- (рос.) Поспелов Е. М. Названия городов и сёл (Страны и народы) / Е. М. Поспелов. — М.: Наука, 1996. — 152 с. ISBN 5-02-002300-0.
- (рос.) Поспелов Е. М. Географические названия мира. Топонимический словарь / Под ред. Р. А. Агеевой. — М.: Русские словари, 1998. — 504 с. ISBN 5-89216-029-7.
- (рос.) Топонимический словарь Московской области. Селения и реки Подмосковья. — М.: Профиздат, 2000. — 320 с. — 5 000 экз. — ISBN 5-255-01342-0.
- (рос.) Историко-топонимический словарь России: Досоветский период. — М.: Профиздат, 2000. — 224 с. ISBN 5-255-01343-9.
- (рос.) Поспелов Е. М. Школьный словарь географических названий. — М.: Профиздат, 2000. — 384 с. ISBN 5-255-01354-4. (в пер.)
- (рос.) Поспелов Е. М. Географические названия России: Топонимический словарь. — М.: Издат. дом «Книжная находка», 2003. — 352 с. ISBN 5-94987-011-5.
- (рос.) Улицы Москвы. Старые и новые названия: Топонимический словарь-справочник / Авторы: Р. А. Агеева, Ю. Н. Александров, Г. П. Бондарук, Е. М. Поспелов, Т. П. Соколова, А. Л. Шилов. — М.: Наука, техника, образование, 2003. — 336 с. ISBN 5-9900013-1-2.
- (рос.) Поспелов Е. М. Топонимический словарь: Около 1500 географических названий мира. — М.: АСТ; Астрель, 2005. — 232 с. ISBN 5-17-016407-6, ISBN 5-271-05184-6.
- (рос.) Поспелов Е. М. Географические названия России: Топонимический словарь. — М.: АСТ; Астрель, 2008. — 528 с. — 1 500 экз. — ISBN 978-5-17-054966-5.